# 冰島石
冰島石（英語：Icelandite）
是一種火山岩，是一種富含鐵但缺乏鋁 (< 16.5% Al2O3) 的安山岩 .  冰島岩的成分介於流紋英安岩和拉斑玄武岩之間，含有中長石、金輝石和輝石，二氧化矽 (SiO2) 含量大於 60% 。

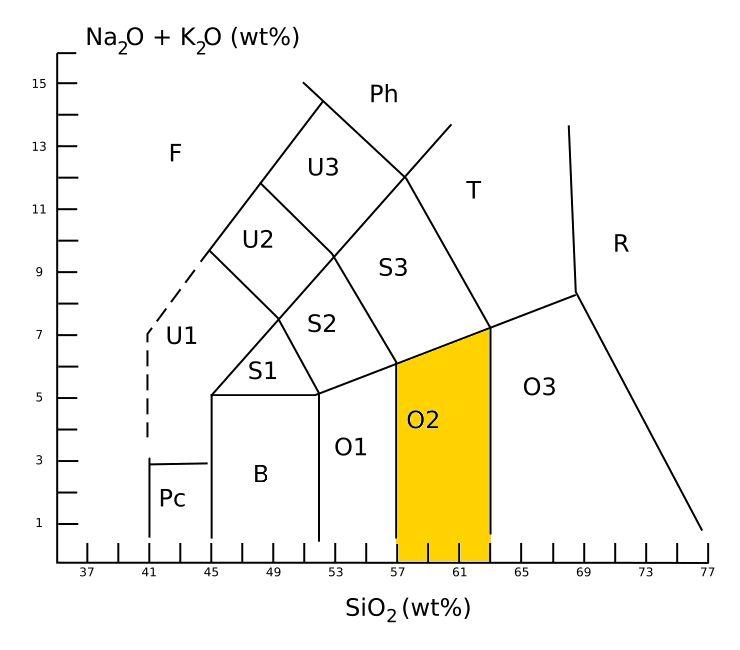
冰島石是 TAS 分類中的 O2 區

冰島石是英國地質學家 Ian S. E. Carmichael（後來成為加州大學伯克利分校的教授）在 1960 年左右在冰島東Thingmuli (Þingmúli) 附近的一座新生代火山撰寫博士論文時創造的。 對於大陸同生系列的火山岩，通常情況是鐵的濃度隨著二氧化矽含量的增加而降低，但在Þingmúli 的情況恰恰相反，這使 Carmichael 得出結論，富含鐵的中性岩名副其實，即冰島岩。
與鈣鹼性安山岩相比，冰島石的鐵含量高而鋁含量低，冰島石被指定為拉斑質岩漿系列。